# Glidden (Texas)
Glidden es un lugar designado por el censo (en inglés, census-designated place, CDP) situado en el condado de Colorado, Texas, Estados Unidos. Según el censo de 2020, tiene una población de 741 habitantes.

## Geografía
La localidad está ubicada en las coordenadas 29°41′50″N 96°35′15″O / 29.69722, -96.58750 (29.697296, -96.587452). Según la Oficina del Censo, tiene una superficie total de 2.61 km², de los cuales 2.58 km² corresponden a tierra firme y 0.03 km² están cubiertos de agua.

## Demografía
Según el censo de 2020, hay 741 personas residiendo en la localidad. La densidad de población es de 287.2 hab./km².
| Composición racial     | Habitantes | Porcentaje |
| ---------------------- | ---------- | ---------- |
| Blancos                | 350        | 47.23%     |
| Afroamericanos         | 81         | 10.93%     |
| Amerindios             | 3          | 0.40%      |
| Asiáticos              | 1          | 0.13%      |
| De otras razas         | 147        | 19.84%     |
| De una mezcla de razas | 159        | 21.46%     |

Del total de la población, el 49.66% son hispanos o latinos de cualquier raza.